# Yvonne Choquet-Bruhat

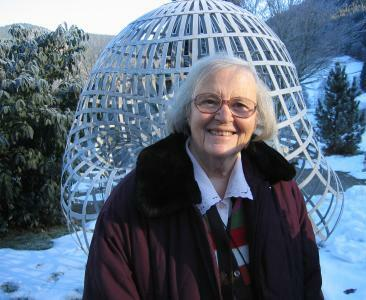
Yvonne Choquet-Bruhat in Oberwolfach, 2006.

Yvonne Suzanne Marie-Louise Choquet-Bruhat (geb. Bruhat; * 29. Dezember 1923 in Lille; † 11. Februar 2025) war eine französische Mathematikerin und theoretische Physikerin, die sich mit partiellen Differentialgleichungen und insbesondere allgemeiner Relativitätstheorie beschäftigte.

## Leben und Werk
Choquet-Bruhat war die Tochter des Physikers Georges Bruhat (1887–1945) und der Philosophin Berthe geb. Hubert (1892–1972). Sie machte 1941 ihren Gymnasialabschluss, das Baccalauréat, und gewann im landesweiten Concours général den zweiten Preis in Physik. Sie studierte ab 1943 Mathematik an der École normale supérieure (ENS) in Sèvres und machte 1946 ihren Abschluss mit Bestnoten. Danach arbeitete sie dort als Assistentin und promovierte 1951 bei André Lichnerowicz am Centre national de la recherche scientifique (CNRS) über Existenzbeweise von Lösungen einiger nichtlinearer partieller Differentialgleichungen (teilweise in Théorème d'existence pour certains systèmes d'équations aux dérivées partielles non linéaires. Acta Mathematica, Bd. 88, 1952, S. 141–225 veröffentlicht). Von 1949 bis 1951 war sie Forschungsassistentin am CNRS. In den Jahren 1951/52 war sie am Institute for Advanced Study in Princeton (New Jersey), ab 1952 an der Universität Marseille, 1958/59 an der Universität Reims und ab 1960 Professorin in Paris an der Faculté de Sciences und dann an der Université Pierre et Marie Curie, an der sie bis zu ihrer Emeritierung blieb, aber noch bis 1992 weiterlehrte.
Choquet-Bruhat war Mitautorin eines zweibändigen Lehrbuchs der mathematischen Physik, in dem konsequent Differentialformen verwendet werden. Sie arbeitete insbesondere über das Anfangswertproblem (Cauchy-Problem) in der allgemeinen Relativitätstheorie, relativistische Hydrodynamik und Magnetohydrodynamik, gravitative Stoßwellen und Eichtheorien.

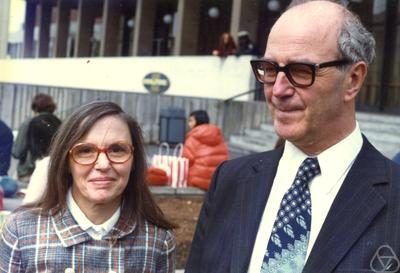
Yvonne Choquet-Bruhat mit ihrem Mann Gustave Choquet 1974 in Berkeley

Im Jahr 1979 wurde sie in die französische Akademie der Wissenschaften gewählt und 1985 in die American Academy of Arts and Sciences. 2010 wurde sie Ehrenmitglied der London Mathematical Society, und 1958 erhielt sie die Goldmedaille der CNRS. 2003 erhielt sie mit James W. York den Dannie-Heineman-Preis für mathematische Physik. 1986 hielt sie die Noether Lecture (On Partial Differentials Equation of Gauge Theories and General Relativity). 1970 war sie Invited Speaker auf dem Internationalen Mathematikerkongress in Nizza (Problèmes mathématiques en relativité). 2006 hielt sie die ICM Emmy Noether Lecture.
Sie war in erster Ehe mit dem Mathematiker Léonce Fourès verheiratet. Aus dieser Verbindung stammte die Tochter Michelle Fourès. In zweiter Ehe war Yvonne Choquet-Bruhat mit dem Mathematiker Gustave Choquet verheiratet. Mit ihm hatte sie zwei Kinder, Geneviève und Daniel Choquet.

## Schriften

### Monographien
- mit Cécile DeWitt-Morette, Margaret Dillard-Bleick: Analysis, manifolds and physics. Elsevier, Amsterdam 2000, ISBN 0-444-50473-7.
- Distributions : théorie et problèmes. Masson, Paris 1973. BNF 353981119
- Géométrie différentielle et systèmes extérieures. Dunod, Paris 1968.
- Graded bundles and supermanifolds. Bibliopolis, Neapel 1989.
- Problems and solutions in mathematical physics. Holden Day, San Francisco 1967.
- General Relativity and the Einstein Equations. Oxford University Press, 2009, ISBN 978-0199230723.
- A lady mathematician in this strange universe: Memoirs. World Scientific, New Jersey 2018, ISBN 978-981-3231-62-7.

### Aufsätze
- Problème de Cauchy global en relativité générale, Séminaire Jean Leray 2, 1969–1970, S. 1–7 (französisch).
- mit Demetrios Christodoulou, Mauro Francaviglia: On the wave equation in curved spacetime, Annales de l’institut Henri Poincaré (A) Physique théorique 31, 1979, S. 399–414 (englisch) Zbl 0454.58016 MR574143.
- Hyperbolic partial differential equations on a manifold. In: Bryce S. DeWitt u. a.: Relativity, groups and topology. North-Holland, Amsterdam 1984, ISBN 0-444-86858-5.
- Positive energy theorems. In: Bryce S. DeWitt u. a.: Relativity, groups and topology II. North-Holland, Amsterdam 1984, ISBN 0-444-86858-5.